# Bence Vajda
Bence Ferenc Vajda (31 de enero de 2001) es un deportista húngaro que compite en piragüismo en la modalidad de aguas tranquilas.
Ganó una medalla de plata en el Campeonato Mundial de Piragüismo de 2023 y una medalla de plata en el Campeonato Europeo de Piragüismo de 2024, ambas en la prueba de K2 1000 m.

## Palmarés internacional
| Campeonato Mundial | Campeonato Mundial   | Campeonato Mundial | Campeonato Mundial |
| Año                | Lugar                | Medalla            | Competición        |
| ------------------ | -------------------- | ------------------ | ------------------ |
| 2023               | Duisburgo (Alemania) | Medalla de plata   | K2 1000 m          |
| Campeonato Europeo |                      |                    |                    |
| Año                | Lugar                | Medalla            | Competición        |
| 2024               | Szeged (Hungría)     | Medalla de plata   | K2 1000 m          |